# بيل جيمس (لاعب كرة قاعدة أمريكي)
بيل جيمس (بالإنجليزية: Bill James)‏ هو لاعب كرة قاعدة أمريكي، ولد في 12 مارس 1892 في Iowa Hill, California ‏ في الولايات المتحدة، وتوفي في 10 مارس 1971 في أوروفيل في الولايات المتحدة.

## وصلات خارجية
- بيل جيمس على موقعبيزبول رفرنس.كوم (الدوري الرئيسي) (الإنجليزية)
- بيل جيمس على موقعبيزبول رفرنس.كوم (الدوري الثانوي) (الإنجليزية)
- بيل جيمس على موقع جمعية أبحاث البيسبول الأمريكية (الإنجليزية)